# 10-та бригада УГА
Десята Янівська бригада УГА (також Яворівська бригада) — сформована у квітні 1919 з частин, які облягали Львів від півночі, під командуванням полковника Андрія Долуда, входила до складу 1 корпусу УГА, відзначилася в боях на польському фронті під Брюховичами, Лисою Горою, Куликовом, Новим Селом, Гартфельдом, Каменобродом, Белзом, згодом під Плуговом, Вигнанкою. На більшовицькому фронті боролася в Армійській Групі генерала Антіна Кравса під Вінницею, Калинівкою, Кордилівкою, Юр'ївкою, Микуличами. 31 серпня 1919 р. увійшла до Києва. Її командантом був сотник Франц Кондрацький.
До складу бригади входив гарматний полк, командантом якого був наддніпрянець, отаман Кирило Карась.

## Вояки бригади
- Климкевич Михайло — командир
- Кучмак Іван — четар
- Свистун Теодор — четар
- Демчук Володимир — капелан